# Francesco Maria da Camporosso

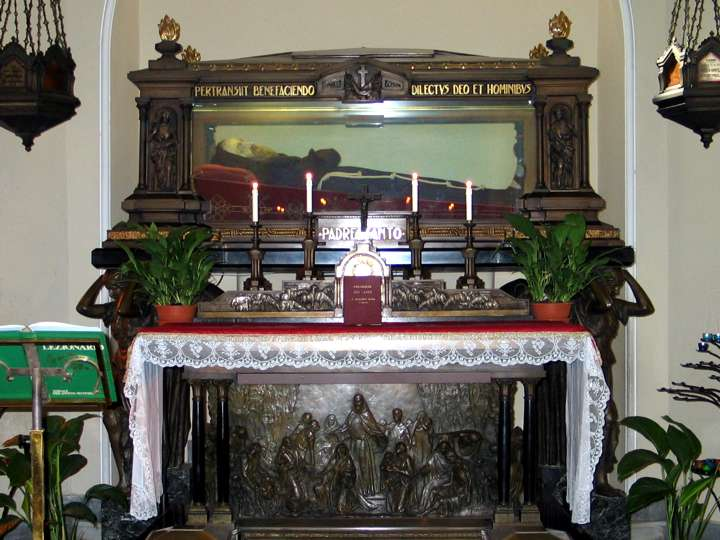
Die Urne mit dem Leichnam von Francesco Maria da Camporosso in der Empfängnis-Kirche in Genua

Francesco Maria da Camporosso (bürgerlich Giovanni Croese; * 27. Dezember 1804 in Camporosso, Königreich Sardinien; † 17. September 1866 in Genua, Italien) war ein italienischer Kapuziner. Er wird in der römisch-katholischen Kirche als Heiliger verehrt.
Francesco trat 1825 in den Kapuzinerorden ein. Im Konvent der Kapuziner von Genua war er bei der Almosensammlung und in der Küche tätig, kümmerte sich aber auch um Kranke. Die Bevölkerung nannte ihn schon zu Lebzeiten „den heiligen Pater“.
Papst Pius XI. sprach P. Maria da Camporosso 1929 selig, die Heiligsprechung erfolgte 1962 durch Papst Johannes XXIII.